# The Magical Revolution of the Reincarnated Princess and the Genius Young Lady
The Magical Revolution of the Reincarnated Princess and the Genius Young Lady (転生王女と天才令嬢の魔法革命?, Tensei ōjo to tensai reijō no mahō kakumei, lett. "La magica rivoluzione della principessa reincarnata e della figlia geniale") è una serie di light novel scritta da Piero Karasu e illustrata da Yuri Kisaragi, originariamente serializzata online sul sito web Shōsetsuka ni narō dal 13 febbraio 2019 al 10 agosto 2021. Successivamente è stata acquistata da Fujimi Shobō, che ha dal pubblicato la serie dal 18 gennaio 2020 sotto l'etichetta Fujimi Fantasia Bunko. Un adattamento manga, disegnato da Harutsugu Nadaka, è stato serializzato sulla rivista Dengeki Maoh di ASCII Media Works a partire dal 27 luglio 2020. Dalla serie è anche stato tratto un adattamento anime, che è stato prodotto da Diomedéa ed ha iniziato ad essere trasmesso in Giappone dal 4 gennaio 2023. 

## Trama
Anisphia è una giovane principessa che sarebbe stata la naturale erede al trono del suo regno. Essendo però incapace di utilizzare la magia classica, requisito fondamentale per un monarca, aveva da tempo rinunciato alle sue prerogative nobiliari in favore del fratello minore Algard. Quando era piccola, lei aveva avuto la visione di una sua vita precedente e grazie a quel ricordo aveva cominciato a studiare e a sviluppare la “magicologia” una particolare teoria magica purtroppo invisa all'aristocrazia, che la considerava quasi eretica.
Un giorno la ragazza assiste alla rottura del fidanzamento di suo fratello Algard con Euphyllia Magenta, da lui ingiustamente accusata di un comportamento poco consono alla futura consorte dell'erede al trono. Anisphia decide quindi di aiutarla a ristabilire il suo buon nome, offrendole la possibilità di andare a vivere con lei per farle da assistente nelle sue ricerche sulla magicologia.

## Personaggi

Anisphia e Euphyllia nella sigla di apertura dell'anime

Anisphia "Anis" Wynn Palettia (アニスフィア・ウィン・パレッティア?, Anisufia Win Parettia)
Doppiata da: Sayaka Senbongi
Euphyllia "Euphie" Magenta (ユフィリア・マゼンタ?, Yufiria Mazenta)
Doppiata da: Manaka Iwami
Ilia Coral (イリア・コーラル?, Iria Kōraru)
Doppiata da: Ai Kakuma
Lainie Cyan (レイニ・シアン?, Reini Shian)
Doppiata da: Hina Yōmiya

## Media

### Light novel
La serie, scritta e illustrata da Piero Karasu, è stata originariamente serializzata online dal 13 febbraio 2019 al 10 agosto 2021 sul sito web Shōsetsuka ni narō. Successivamente è stata acquistata da Fujimi Shobo e illustrata da Yuri Kisaragi. Il 10 ottobre 2019 è stato annunciato che la casa editrice l'avrebbe pubblicata sotto l'etichetta Fujimi Fantasia Bunko. Il primo volume è stato pubblicato il 18 gennaio 2020. In Italia la light novel è inedita, mentre in America del Nord è pubblicata da Yen Press.

#### Volumi
| Nº | Data di prima pubblicazione | Data di prima pubblicazione | Data di prima pubblicazione |
| Nº | Giapponese                  | Giapponese                  |                             |
| -- | --------------------------- | --------------------------- | --------------------------- |
| 1  | 18 gennaio 2020             | ISBN 978-4-04-073476-7      |                             |
| 2  | 20 maggio 2020              | ISBN 978-4-04-073691-4      |                             |
| 3  | 20 gennaio 2021             | ISBN 978-4-04-073916-8      |                             |
| 4  | 20 agosto 2021              | ISBN 978-4-04-074220-5      |                             |
| 5  | 20 agosto 2022              | ISBN 978-4-04-074610-4      |                             |
| 6  | 20 gennaio 2023             | ISBN 978-4-04-074846-7      |                             |
| 7  | 20 luglio 2023              | ISBN 978-4-04-075022-4      |                             |
| 8  | 20 febbraio 2024            | ISBN 978-4-04-075023-1      |                             |
| SS | 20 agosto 2024              | ISBN 978-4-04-075581-6      |                             |
| 9  | 20 settembre 2024           | ISBN 978-4-04-075617-2      |                             |
| 10 | 20 febbraio 2025            | ISBN 978-4-04-075780-3      |                             |
| 11 | 20 giugno 2025              | ISBN 978-4-04-075939-5      |                             |

### Manga
Un adattamento manga, disegnato da Harutsugu Nadaka, è stato serializzato sulla rivista Dengeki Maoh di ASCII Media Works a partire dal 27 luglio 2020. Così come la light novel, anche il manga in Italia è inedito mentre in America del Nord è pubblicato da Yen Press.

#### Volumi
| Nº | Data di prima pubblicazione | Data di prima pubblicazione | Data di prima pubblicazione |
| Nº | Giapponese                  | Giapponese                  |                             |
| -- | --------------------------- | --------------------------- | --------------------------- |
| 1  | 27 gennaio 2021             | ISBN 978-4-04-913655-5      |                             |
| 2  | 27 agosto 2021              | ISBN 978-4-04-913896-2      |                             |
| 3  | 10 febbraio 2022            | ISBN 978-4-04-914251-8      |                             |
| 4  | 26 agosto 2022              | ISBN 978-4-04-914551-9      |                             |
| 5  | 27 marzo 2023               | ISBN 978-4-04-914881-7      |                             |
| 6  | 27 dicembre 2023            | ISBN 978-4-04-915432-0      |                             |
| 7  | 10 febbraio 2025            | ISBN 978-4-04-916026-0      |                             |

### Anime

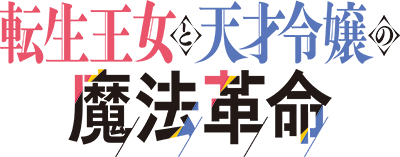
Logo della serie

Il 12 agosto 2022, è stato annunciato che la serie avrebbe ricevuto un adattamento anime. È stato prodotto da Diomedéa e diretto da Shingo Tamaki e sceneggiato da Wataru Watari, con Naomi Ide al character design, Tsutomu Miyazawa al character design delle creature e la colonna sonora composta da Moe Hyūga. La serie ha iniziato ad essere trasmessa in Giappone il 4 gennaio 2023 su AT-X e altre reti. La sigla di apertura è Arc-en-Ciel, interpretata da Hanatan, mentre la sigla di chiusura è Only for You di Sayaka Senbongi e Manaka Iwami. La serie è distribuita da Crunchyroll in tutto il mondo, ad eccezione del sud e del sud-est asiatico, dove è distribuita da Muse Communication.

#### Episodi
| Nº | Titolo italiano Giapponese 「Kanji」 - Rōmaji                                                                                          | In onda          | In onda |
| Nº | Titolo italiano Giapponese 「Kanji」 - Rōmaji                                                                                          | Giapponese       |         |
| 1  | La rivoluzione magica della Principessa e della signorina 「王女と令嬢の魔法革命」 - Ōjo to reijō no mahō kakumei                      | 4 gennaio 2023   |         |
| 2  | L'acquisizione di una nuova assistente sia per profitto che per piacere 「趣味と実益の助手獲得」 - Shumi to jitsueki no joshu kakutoku | 11 gennaio 2023  |         |
| 3  | La spada magica arcobaleno del desiderio e del ricordo 「憧憬と追憶の虹霓魔剣」 - Dōkei to tsuioku no kōgei maken                      | 18 gennaio 2023  |         |
| 4  | La principessa e la ragazza sperduta annunciano la loro decisione 「姫様と迷子の決意表明」 - Hime-sama to maigo no ketsui hyōmei       | 25 gennaio 2023  |         |
| 5  | La medicina magica e la spada magica sconfiggono un drago magico 「魔薬と魔剣の魔竜討伐」 - Mayaku to maken no maryū tōbatsu           | 1º febbraio 2023 |         |
| 6  | Alla ricerca della verità sull'annullamento e sulla fascinazione 「破談と魅了の真相究明」 - Hadan to miryō no shinsō kyūmei            | 8 febbraio 2023  |         |
| 7  | La conferenza di magia della fondatrice e dell'assistente 「開祖と助手の魔学講演」 - Kaiso to joshu no magaku kōen                     | 15 febbraio 2023 |         |
| 8  | La definizione magica di mostro e persona comune 「怪物と凡愚の魔法定義」 - Kaibutsu to bongu no mahō teigi                            | 22 febbraio 2023 |         |
| 9  | Fratello e sorella, a chi è destinato il trono 「姉弟と誰がための王冠」 - Kyōdai to dare ga tame no ōkan                               | 1º marzo 2023    |         |
| 10 | La successione al trono di rassegnazione e furia 「諦観と激情の王位継承」 - Teikan to gekijō no ōi keishō                              | 8 marzo 2023     |         |
| 11 | Il contratto con gli spiriti di disperazione e determinazione 「失意と決意の精霊契約」 - Shitsui to ketsui no seirei keiyaku           | 15 marzo 2023    |         |
| 12 | La rivoluzione magica 「彼女と彼女の魔法革命」 - Kanojo to kanojo no mahō kakumei                                                      | 22 marzo 2023    |         |

#### Home video

##### Giappone
Gli episodi della serie sono stati pubblicati in DVD e Blu-ray dal 24 marzo 2023 al 24 maggio 2023.
| Volume | Episodi | Data di pubblicazione |
| ------ | ------- | --------------------- |
| 1      | 1–6     | 24 marzo 2023         |
| 2      | 7–12    | 24 maggio 2023        |

## Accoglienza
A gennaio 2022, la serie ha 180 000 copie in circolazione.
La light novel ha ricevuto generalmente recensioni positive. Anime UK News ha assegnato al primo volume un punteggio di 8 su 10, affermando che «Piero Karasu riesce a catturare il delicato equilibrio del mantenere le cose spensierate e anche emotive quando è necessario». Nella Spring Light Novel Guide di Anime News Network del 2022 gli è stata assegnata una valutazione di 3 su 5 da Silverman, che osserva che «Piero Karasu ha dato un bel tocco all'attrazione reciproca delle ragazze, il che rende la storia d'amore davvero lenta e dolce». tuttavia ha critico il fatto che esso sia «sepolto sotto troppe pagine di costruzione e spiegazione del mondo».
Per la 2022 Spring Manga Guide di Anime News Network, l'adattamento manga ha ricevuto una valutazione di 3 e mezzo su 5. Silverman ha affermato che mentre la light novel fatica a trovare un equilibrio tra la costruzione del mondo e trama, oltre ad avere troppe voci narrative che suonano tutte uguali, questi problemi «sono in gran parte assenti nell'adattamento manga realizzato da Harustugu Nadaka. In parte ciò è semplicemente dovuto al fatto che il manga, con il suo uso delle vignette, nega la necessità della narrazione confusa che si trova nel libro». Erica Friedman, la fondatrice del Yuricon, ha osservato che mentre il primo volume della light novel l'ha lasciata senza ispirazione, il manga è stato abbastanza ben fatto da permetterle di continuare la lettura della serie.
Scrivendo per Anime Feminist, Vrai Kaiser ha elogiato l'adattamento anime per la commedia, per i personaggi e per la loro mancanza di sessualizzazione, e ha espresso interesse per la serie, definendola un nuovo contributo al genere yuri, così come lo sono stati Shokei shōjo no Virgin Road e Otherside Picnic.